# Hameln

Hameln (nemško Hameln) je naselje v Nemčiji, glavno mesto okrožja Hamelin-Pyrmont na Spodnjem Saškem. Stoji ob reki Weser.
Kraj je širše znan po srednjeveški legendi o Piskaču iz Hamelna, lovcu na podgane, ki je s svojo čarobno piščalko zvabil to nadlogo iz mesta, ko mu meščani niso hoteli plačati, pa je njeno moč uporabil, da je odpeljal njihove otroke.